# På en avlägsen höjd
På en avlägsen höjd (The Old Rugged Cross) är en sång från 1913 med text och musik av George Bennard. Sången finns i två svenska översättningar. Den översättning som finns i Psalmer och sånger 1987 och Segertoner 1988 är gjord 1925 av Anders Aleby och bearbetad 1948 och 1986. Sången i Frälsningsarméns sångbok har en översättning från 1937 av Judit Kristina Ordell. 
Psalmen har försoningsmotiv.

## Publicerad i
- Segertoner 1930 som nr 417 under rubriken "Jesu lidande och död. Blodet. Försoningen."
- Förbundstoner 1957 som nr 111 under rubriken "Guds uppenbarelse i Kristus: Jesu lidande och död".
- Segertoner 1960 som nr 417
- Frälsningsarméns sångbok 1968 som nr 340 under rubriken "Det Kristna Livet - Jubel och tacksägelse".
- Psalmer och sånger 1987 som nr 511 under rubriken "Kyrkoåret - Fastan"[2]
- Segertoner 1988 som nr 453 under rubriken "Ur kyrkoåret - Jesu lidande och död – fastetiden".[1]
- Frälsningsarméns sångbok 1990 som nr 513 under rubriken "Lovsång och tillbedjan".
- Sångboken 1998 som nr 104.